# Mira (Krasnodar)
Mira - Мира (rus) és un possiólok del krai de Krasnodar, a Rússia. Es troba a les planes del Kuban-Priazov, a la vora del Siniükha, petit tributari del Txamlik, afluent del Labà, de la conca del Kuban. És a 18 km al nord-oest de Kurgàninsk i a 136 km a l'est de Krasnodar.
Pertany al possiólok d'Oktiabrski.